# Újtölgyes (Szlovénia)
Újtölgyes (korábban Norsincz, szlovénül: Noršinci) falu Szlovéniában, Muravidéken, Pomurska régióban.  Közigazgatásilag Alsómaráchoz tartozik. Nevének ez a magyar formája elavult, a helyi magyarok sem ismerik ezen a néven.

## Fekvése
Muraszombattól 3 km-re északkeletre, a Mártonhelyi-patak partján fekszik.

## Története
A település első írásos említése 1366-ban történt. 1365-ben Széchy Péter fia Miklós dalmát-horvát bán és testvére Domonkos erdélyi püspök kapták királyi adományul illetve cserében a Borsod vármegyei Éleskőért, Miskolcért és tartozékaikért Felsőlendvát és tartozékait, mint a magban szakadt Omodéfi János birtokát. A település a későbbi századokon át is birtokában maradt ennek családnak, mely birtokközpontjáról a felsőlendvai, felső-lindvai Bánfi, felső-lindvai Herczeg neveket is viselte. Az 1366-os beiktatás alkalmával részletesebben kerületenként is felsorolják az ide tartozó birtokokat, melyek között a falu Norzynch in districtu Sancti Martini alakban szerepel.  A felsőlendvai uradalom szentmártoni kerületéhez tartozott.
A Széchyek fiági kihalása után 1687-ben a vasvári káptalan előtt kelt oklevelében Kéry Ferenc és felesége Széchy Julianna Norsincot is eladta a Szapáryaknak.
Vályi András szerint " NORSINCZ. Tót falu Vas Várm. földes Ura G. Szapári, és G. Batthyáni Uraság, lakosai katolikusok, fekszik Mattyánczhoz nem meszsze, és annak filiája, határja is hozzá hasonlító."
Fényes Elek szerint " Norsincz, vindus falu, Vas vmegyében, a muraszombati uradalomban, 140 kath., 47 evang. lak."
Vas vármegye monográfiája szerint " Tölgyes, 47 házzal és 289 r. kath. és ág. ev. vallású, vend lakossal. Postája és távírója Muraszombat."
A térképeken Norsincz néven szerepelt, mígnem ezt a 19. század végi földrajzinév-magyarosítási hullám idején Tölgyes, majd Újtölgyes névre változtatták.
1910-ben 289, túlnyomórészt szlovén lakosa volt. A trianoni békeszerződésig Vas vármegye Muraszombati járásához tartozott, 1919-ben átmenetileg a de facto Mura Köztársaság része lett. Még ebben az évben a Szerb–Horvát–Szlovén Királysághoz csatolták, ami 1929-től Jugoszlávia nevet vette fel. 1941-ben átmeneti időre ismét Magyarországhoz tartozott, 1945 után visszakerült jugoszláv fennhatóság alá. 1991 óta a független Szlovénia része. 2002-ben 244 lakosa volt. A korábbi évek adatai nagyobb lélekszámról tesznek tanúbizonyságot. 1991-ben például 263, míg 1910-ben 289-en laktak a községben. 1836-ban mutatható kevesebb lakos, akkor 146 római katolikus és 46 evangélikus lakta.

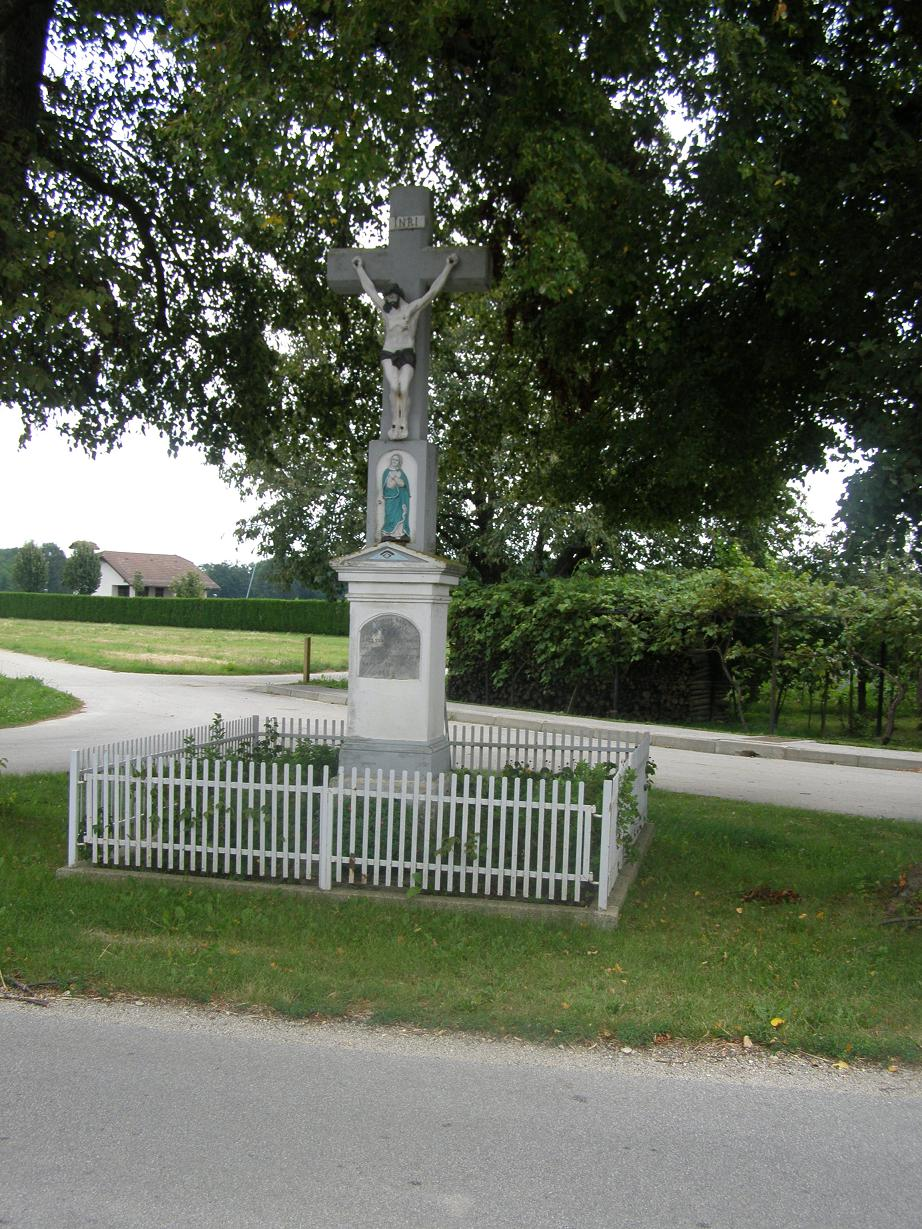
Felújított régi vend nyelvű feliratos kőkereszt a falu bejáratánál.

## Nevezetességei
- A falu bejáratánál álló kőkereszt 1884-ben készült.
- Kulturális műemlék az 1905-ben épített gazdag homlokzati díszítésű faárkádos ház.

## Híres emberek
A faluban született a vend nyelv egyik legjelentősebb 19. századi irodalmára Kardos János evangélikus lelkész, költő, író, műfordító.